# Kabinet-Spadolini I
Het kabinet–Spadolini I was de Italiaanse regering van 28 juni 1981 tot 22 augustus 1982. Het kabinet was een grote coalitie en werd gevormd door de politieke partijen Democrazia Cristiana (DC), de Italiaanse Socialistische Partij (PSI), de Sociaaldemocratische Partij van Italië (PSDI), de Republikeinse Partij van Italië (PRI) en de Liberale Partij van Italië (PLI) na het aftreden van het vorige kabinet, waarna oud-minister van Onderwijs Giovanni Spadolini van de Republikeinse Partij van Italië werd benoemd als de nieuwe premier. Het kabinet viel op 7 augustus 1982 na dat de Kamer van Afgevaardigden de voorgestelde begroting had afgewezen.

## Kabinet–Spadolini I (1981–1982)
| Ambtsbekleder | Ambtsbekleder        | Ambtsbekleder                    | Functie                                  | Ambtstermijn    | Ambtstermijn     | Partij |
| ------------- | -------------------- | -------------------------------- | ---------------------------------------- | --------------- | ---------------- | ------ |
|               | Giovanni Spadolini   | Giovanni Spadolini (1925–1994)   | Premier                                  | 28 juni 1981    | 1 december 1982  | PRI    |
|               | Francesco Compagna   | Francesco Compagna (1921–1982)   | Secretaris- generaal                     | 28 juni 1981    | 22 augustus 1982 | PRI    |
|               | Virginio Rognoni     | Virginio Rognoni (1924–2022)     | Minister van Binnenlandse Zaken          | 13 juni 1978    | 4 augustus 1983  | DC     |
|               | Emilio Colombo       | Emilio Colombo (1920–2013)       | Minister van Buitenlandse Zaken          | 4 april 1980    | 4 augustus 1983  | DC     |
|               | Rino Formica         | Rino Formica (1927)              | Minister van Financiën                   | 28 juni 1981    | 1 december 1982  | PSI    |
|               | Beniamino Andreatta  | Beniamino Andreatta (1928–2007)  | Minister van de Schatkist                | 18 oktober 1980 | 1 december 1982  | DC     |
|               | Giorgio La Malfa     | Giorgio La Malfa (1939)          | Minister van het Budget                  | 4 april 1980    | 28 juni 1992     | PRI    |
|               | Clelio Darida        | Clelio Darida (1927–2017)        | Minister van Justitie                    | 23 mei 1981     | 4 augustus 1983  | DC     |
|               | Giovanni Marcora     | Giovanni Marcora (1922–1983)     | Minister van Economische Zaken           | 28 juni 1981    | 1 december 1982  | DC     |
|               | Lelio Lagorio        | Lelio Lagorio (1925–2017)        | Minister van Defensie                    | 4 april 1980    | 4 augustus 1983  | PSI    |
|               | Renato Altissimo     | Renato Altissimo (1940–2015)     | Minister van Volksgezondheid             | 28 juni 1981    | 4 augustus 1983  | PLI    |
|               | Michele Di Giesi     | Michele Di Giesi (1927–1983)     | Minister van Arbeid en Sociale Zaken     | 28 juni 1981    | 1 december 1982  | PSDI   |
|               | Guido Bodrato        | Guido Bodrato (1933)             | Minister van Onderwijs                   | 18 oktober 1980 | 1 december 1982  | DC     |
|               | Vincenzo Balzamo     | Vincenzo Balzamo (1929–1992)     | Minister van Transport                   | 28 juni 1981    | 1 december 1982  | PSI    |
|               | Franco Nicolazzi     | Franco Nicolazzi (1924–2015)     | Minister van Infrastructuur              | 18 oktober 1980 | 17 april 1987    | PSDI   |
|               | Giuseppe Bartolomei  | Giuseppe Bartolomei (1923–1996)  | Minister van Landbouw                    | 18 oktober 1980 | 1 december 1982  | DC     |
|               | Vincenzo Scotti      | Vincenzo Scotti (1933)           | Minister van Cultuur                     | 28 juni 1981    | 1 december 1982  | DC     |
|               | Remo Gaspari         | Remo Gaspari (1921–2011)         | Minister van Communicatie                | 28 juni 1981    | 4 augustus 1983  | DC     |
|               | Nicola Signorello    | Nicola Signorello (1926)         | Minister van Toerisme                    | 18 oktober 1980 | 4 augustus 1983  | DC     |
|               | Luciano Radi         | Luciano Radi (1922–2014)         | Minister voor Parlementaire Betrekkingen | 28 juni 1981    | 1 december 1982  | DC     |
|               | Dante Schietroma     | Dante Schietroma (1917–2004)     | Minister voor Publieke Diensten          | 28 juni 1981    | 4 augustus 1983  | PSDI   |
|               | Nicola Capria        | Nicola Capria (1932–2009)        | Minister voor Buitenlandse Handel        | 28 juni 1981    | 1 augustus 1986  | PSI    |
|               | Lucio Abis           | Lucio Abis (1926–2014)           | Minister voor Europese Zaken             | 28 juni 1981    | 1 december 1982  | DC     |
|               | Aldo Aniasi          | Aldo Aniasi (1921–2005)          | Minister voor Regionale Zaken            | 28 juni 1981    | 1 december 1982  | PSI    |
|               | Claudio Signorile    | Claudio Signorile (1937)         | Minister voor Zuid-Italië                | 28 juni 1981    | 4 augustus 1983  | PSI    |
|               | Calogero Mannino     | Calogero Mannino (1939)          | Minister voor de Koopvaardij             | 28 juni 1981    | 1 december 1982  | DC     |
|               | Gianni De Michelis   | Gianni De Michelis (1940–2019)   | Minister voor Staatsdeel- nemingen       | 4 april 1980    | 4 augustus 1983  | PSI    |
|               | Giancarlo Tesini     | Giancarlo Tesini (1929)          | Minister voor Wetenschaps- beleid        | 28 juni 1981    | 1 december 1982  | DC     |
|               | Giuseppe Zamberletti | Giuseppe Zamberletti (1933–2019) | Minister voor Nood- toestanden           | 28 juni 1981    | 1 december 1982  | DC     |

De Gasperi II · De Gasperi III · De Gasperi IV · De Gasperi V · De Gasperi VI · De Gasperi VII · De Gasperi VIII · Pella · Fanfani I · Scelba · Segni I · Zoli · Fanfani II · Segni II · Tambroni · Fanfani III · Fanfani IV · Leone I · Moro I · Moro II · Moro III · Leone II · Rumor I · Rumor II · Rumor III · Colombo · Andreotti I · Andreotti II · Rumor IV · Rumor V · Moro IV · Moro V · Andreotti III · Andreotti IV · Andreotti V · Cossiga I · Cossiga II · Forlani · Spadolini I · Spadolini II · Fanfani V · Craxi I · Craxi II · Fanfani VI · Goria · De Mita · Andreotti VI · Andreotti VII · Amato I · Ciampi · Berlusconi I · Dini · Prodi I · D'Alema I · D'Alema II · Amato II · Berlusconi II · Berlusconi III · Prodi II · Berlusconi IV · Monti · Letta · Renzi · Gentiloni · Conte I · Conte II · Draghi · Meloni